# Bataille de Columbus
 (novembre 2018).
Si vous disposez d'ouvrages ou d'articles de référence ou si vous connaissez des sites web de qualité traitant du thème abordé ici, merci de compléter l'article en donnant les références utiles à sa vérifiabilité et en les liant à la section « Notes et références ».
Batailles
Révolution mexicaine :
- Incident de Tampico
- Ypiranga incident (en)
- Occupation américaine de Veracruz

Guerre de la frontière :
- Agua Prieta (1re)
- Ciudad Juárez (1re) (en)
- Bandit War (en)
- Norias Ranch Raid (en)
- Ojo de Agua Raid (en)
- Nogales (2e) (en)
- Santa Isabel (en)
- Columbus
- Expédition punitive
- Guerrero (en)
- Agua Caliente (en)
- Parral
- Tomochic (en)
- Ojos Azules
- Glenn Springs (en)
- Rubio Ranch
- Castillon
- Las Varas Pass
- San Ygnacio (en)
- Carrizal
- Affaire Zimmermann
- Brite Ranch (en)
- Neville Ranch (en)
- Nogales (3e) (en)
- Ciudad Juárez (3e) (en)
- Ruby Murders (en)

La bataille de Columbus est un affrontement entre les troupes irrégulières de Pancho Villa et un détachement de cavalerie de l'armée américaine qui eut lieu le matin du 9 mars 1916 dans la ville de Columbus au Nouveau-Mexique.

## Contexte
Après sa défaite, Pancho Villa se retira à Chihuahua où il conçut un coup d’État qui lui aurait également servi à prendre sa revanche sur les États-Unis après qu'ils eurent favorisé Venustiano Carranza. Villa était furieux contre les États-Unis et contre le président Woodrow Wilson pour son utilisation de projecteurs électriques géants alimentés par du courant américain afin d'aider Álvaro Obregón à repousser l'attaque de nuit des troupes de Villa à la ville frontalière d'Agua Prieta dans l'État de Sonora le 1er novembre 1915. En janvier 1916, un groupe de villistes sous les ordres du général Ramón Banda Quesada prit en embuscade un train de la Mexico North Western Railway près de Santa Isabel, Chihuahua, et massacra 18 employés américains de la compagnie minière Asarco. Il semble que cette attaque était peut-être liée à un trafiquant d'armes nommé Samuel Ravel, mais on ignore dans quelle mesure celui-ci prit part à cet événement. Le combat pourrait également être en relation avec l'Allemagne, tout entière mobilisée par la Première Guerre mondiale et qui avait intérêt à ce que le Mexique entre en guerre contre les États-Unis d'Amérique. À cette époque, le Mexique était en effet la première nation productrice de pétrole ce qui en faisait un allié de grand intérêt pour les Allemands.
Deux ans auparavant, l'armée du général Francisco Villa avait battu l'armée fédérale du dictateur Victoriano Huerta qui s'était exilé à Paris. Huerta commença des conversations avec le Kaiser Guillaume II dont il reçut une importante somme d'argent pour lancer une contre-révolution en échange du pétrole si nécessaire à l'Allemagne. Outre l'argent, Huerta obtint plus de douze millions de munitions Mauser.
Alors que les États-Unis décidaient laquelle des factions mexicaines ils devaient reconnaître comme gouvernement officiel, Huerta demanda au Secrétariat d'État un permis et un sauf-conduit de New York à  El Paso (Texas). Les Américains accédèrent à sa demande mais le gouvernement du président Wilson n'avait pas la moindre intention de laisser Victoriano Huerta commencer un nouveau conflit au Mexique. Quand l'ancien dictateur arriva à New York il fut arrêté, son argent confisqué ainsi que les 12 millions de balles Mauser. Huerta fut transféré à la prison militaire de Fort Bliss (Texas) où l'on croit qu'il est mort par injection létale faite par des agents des services secrets américains.
Bientôt, le bruit courut aussi que les  Texas Rangers avaient reçu l'ordre de tuer Pascual Orozco qui attendait au Texas l'arrivée de Huerta. Le 30 août 1915, les Rangers tuèrent Orozco dans une embuscade tendue dans les environs d'El Paso.
Dans un ranch appelé Canutillo situé près d'El Paso, les Américains désactivèrent les munitions de Huerta lesquelles aboutirent dans les mains de Samuel Ravel, principal fournisseur du général Villa, à la condition qu'il ne les vende à personne d'autre que Villa.

## Soutien à Carranza
La décision de soutenir Carranza et non Francisco Villa fut prise à Washington après les demandes du gouvernement Wilson à Villa et à Carranza de céder aux États-Unis le territoire de l'État de Basse-Californie. Villa refusa catégoriquement par patriotisme tandis que Carranza se montra plus machiavélique afin de consolider son pouvoir avec le soutien de Washington. Carranza ne céda pas la Basse-Californie mais si tout le patrimoine du Mexique dans les mains étrangères[Quoi ?].
Villa acheta les munitions Mauser qui furent la cause de sa défaite à la bataille de Celaya (es) où il perdit une grande partie de son armée. Dans cette bataille de Celaya, le Royaume-Uni, l'Allemagne et les États-Unis se joignirent à Álvaro Obregón alors qu'ils se combattaient en Europe dans la Première Guerre mondiale. Villa ne pouvant combattre les trois puissances du monde, Obregon sortit vainqueur de leur rivalité.
Après sa défaite de Celaya par les forces constitutionnelles, Francisco Villa se retira à Aguascalientes. À partir de ce moment, il alla de défaite en défaite dans divers États de la République.
À la fin de 1915, le président américain Woodrow Wilson reconnut Carranza comme représentant de facto le gouvernement du Mexique ce qui amena l'échange d'ambassadeurs ainsi que l'interdiction de la vente d'armes aux groupes opposés au constitutionnalisme. Cette disposition exaspéra Villa parce qu'il était le plus touché par cette mesure. Il prépara par conséquent un plan de représailles et décida d'attaquer Columbus parce que s'y trouvait Samuel Ravel qui lui avait vendu des munitions en mauvais état.

## À la recherche de Ravel
Villa envoya le colonel Candelario Cervantes (es) à Columbus pour demander des comptes à Samuel Ravel relativement aux munitions inutiles qu'il lui avait vendues en échange d'or et d'argent brut. Villa exigea le remboursement ou le remplacement du matériel. Ravel Samuel se croyant en sureté aux États-Unis répondit à l'émissaire de Villa qu'il « ne négocierait pas avec des bandits mexicains ». Villa envoya ses forces à Columbus dans le but d'arrêter Samuel Ravel et de le faire fusiller au Mexique. Villa reçut le rapport de Cervantes à l'hacienda de San Jeronimo le 17 février 1916. Le lendemain, il quittait l'hacienda avec 589 hommes pour pénétrer aux États-Unis et attaquer Columbus.
La plus grande partie de la ville fut dévastée durant l'attaque. Les hommes de Villa mirent le feu à un hôtel où ils tiraient à volonté sur les civils. Les flammes de l'incendie se propagèrent au centre de la ville n'y laissant que des cendres. Ils volèrent 80 chevaux, 30 mulets et trois cents fusils. À l'issue de l'assaut, ils avaient tué huit soldats américains et dix civils dont deux Mexicains. Il y eut en revanche 73 tués parmi les hommes de Pancho Villa et sept furent faits prisonniers. Curieusement, ce sont les civils qui furent à l'origine de la plupart des blessés chez les villistes.
Les hommes de Villa passèrent de maison en maison à la recherche du marchand d'armes qu'ils ne purent trouver parce que la veille Ravel Samuel était parti à El Paso, au Texas, en raison d'un mal de dents. Ils trouvèrent cependant son jeune frère qu'ils laissèrent en paix. Les hommes de Villa dévastèrent la maison de Samuel Ravel, sa tente et son hôtel.

## Expédition punitive de Pershing
Cette attaque de Villa fut à l'origine de la troisième expédition punitive dirigée par le général Pershing. Elle fut lancée officiellement le 14 mars 1916 pour se terminer le 17 février 1917. Le but de l'intervention des Américains au Mexique était de capturer Villa pour qu'il soit exécuté aux États-Unis en tant que criminel. Pershing garda les troupes américaines au Mexique pendant onze mois sans jamais trouver Villa. Le général mexicain avait trouvé refuge dans une grotte de la sierra Tarahumara pour récupérer d'une blessure par balle reçue au genou.
Cette campagne est connue sous le nom d'expédition punitive. Dans cette opération, l'armée américaine essaya son plus récent matériel de guerre sans savoir qu'il serait utilisé un an plus tard dans la Première Guerre mondiale au sein du corps expéditionnaire américain sous les ordres de Pershing.
Le futur trente-quatrième président américain, Dwight D. Eisenhower et le futur général George Patton étaient officiers durant cette intervention avec le grade de lieutenant.

## Les prisonniers villistes
Pershing retourna à Columbus n'ayant pu mettre la main sur Villa mais captura 33 villistes qui furent internés dans la prison de Deming au Nouveau-Mexique. Ces villistes furent privés de nourriture pendant plus de trois semaines, ce qui entraîna la mort par famine de quatre d'entre eux. Un avocat, Octaviano Ambrosio Larrazolo (en), qui visitait la prison pour un client, vit un survivant villiste décharné et lui demanda quelle était son identité. En apprenant sa nationalité, l'avocat se rendit aussitôt auprès de la communauté mexicaine pour qu'elle secoure ses compatriotes. Plus tard, ce même avocat devint l'avocat de l’État et plus tard encore gouverneur. Dans ses deux mandats, il travailla pour aider ce petit groupe de Pancho Villa. En tant que gouverneur, c'est lui qui leur accorda le pardon leur permettant de retourner au Mexique.

## Source de la traduction
- (es) Cet article est partiellement ou en totalité issu de l’article de Wikipédia en espagnol intitulé « Batalla de Columbus » (voir la liste des auteurs).